# زیرآباد
زیرآباد، روستایی از توابع بخش مرکزی شهرستان جوین در استان خراسان رضوی ایران است.
بنای تاریخی خاجه نجم‌الدین کبری (مازر) متعلق  به این روستا میباشد.

## جمعیت
این روستا در دهستان بالاجوین قرار دارد و براساس سرشماری مرکز آمار ایران در سال ۱۳۸۵، جمعیت آن ۶۴۱ نفر (۱۴۶خانوار) بوده‌است.